# Хэ Цзин
Хэ Цзин (кит. 何 靜; 10 октября 1983, Ляонин) — китайская гребчиха-байдарочница, выступала за сборную КНР на всём протяжении 2000-х годов. Участница летних Олимпийских игр в Афинах, обладательница серебряной медали Азиатских игр, серебряная и бронзовая призёрша чемпионатов мира, чемпионка Азии, победительница многих регат национального и международного значения.

## Биография
Хэ Цзин родилась 10 октября 1983 года в провинции Ляонин. Активно заниматься греблей начала с раннего детства, проходила подготовку в административном центре водных видов спорта в провинции Цзянси.
Первого серьёзного успеха на взрослом международном уровне добилась в 2002 году, когда попала в основной состав китайской национальной сборной и побывала на Азиатских играх в Пусане, откуда привезла награду серебряного достоинства, выигранную в зачёте четырёхместных байдарок на дистанции 500 метров, уступив в финале только экипажу из Узбекистана. Благодаря череде удачных выступлений удостоилась права защищать честь страны на домашних летних Олимпийских играх 2004 года в Афинах — стартовала здесь в четвёрках на пятистах метрах, дошла до финала, но в решающем заезде финишировала лишь седьмой.
После афинской Олимпиады Хэ осталась в основном составе гребной команды КНР и продолжила принимать участие в крупнейших международных регатах. Так, в 2006 году она выступила на чемпионате мира в венгерском Сегеде, где стала бронзовой призёршей в четвёрках на тысяче метрах. Год спустя завоевала золотую награду на азиатском первенстве в корейском Хвачхоне, в одиночном километровом разряде, и получил серебро на мировом первенстве в немецком Дуйсбурге — в четвёрках на тысяче метрах их обошла только команда Венгрии. Вскоре по окончании этих соревнований приняла решение завершить карьеру профессиональной спортсменки, уступив место в сборной молодым китайским гребчихам.